# Café Wall Illusion

Die Café Wall Illusion: Die waagerechten Linien sind exakt parallel.

Die Café Wall Illusion (engl. für „Café-Wand-Illusion“, auch Kaffeehaustäuschung genannt) ist eine visuelle Wahrnehmungstäuschung, bei der Rechtecke trapezförmig erscheinen, wenn sie, abwechselnd dunkel und hell, parallele Reihen bilden und diese gegeneinander verschoben und durch graue Linien getrennt sind.

## Geschichte
Die erste Veröffentlichung erfolgte 1898 durch Pierce unter dem Namen Kindergarten illusion (im deutschen Sprachraum als Kindergarten-Flechtmuster-Täuschung bekannt). Nach Gregory wurde sie durch Steve Simpson 1973 auch an der Außenfassade eines Cafés in Bristol entdeckt.

## Beobachtung
Die Rechtecke werden als trapezförmig wahrgenommen, und zwar am stärksten dann, wenn die Trennlinie grau ist. Eine wesentliche Rolle spielt die Linienbreite. Gregory and Heard (1979) fanden eine Zunahme des Effekts bis zur kleinsten von ihnen untersuchten Linienbreite von 1 Bogenminute. Auch dünne schwarze Linien, die durch Beugung grau erscheinen, zeigen die Täuschung. Es besteht eine ausgeprägte Abhängigkeit von der Linienbreite, mit einem Maximum bei 0,5 Bogenminuten.

## Deutungen
- Pierce[5] erklärt die Täuschung über den Irradiationseffekt, so wie auch Münsterberg die kurz zuvor von ihm entdeckte verschobene Schachbrettfigur gedeutet hatte.[6] Danach dringen die Ecken der hellen Flächen scheinbar in die dunklen Bereiche vor, so dass die Trennlinien schräg zu ihrer wirklichen Richtung zu verlaufen scheinen. Tatsächlich wird die Täuschung weitgehend abgeschwächt, wenn die Rechtecke zwar in unterschiedlichen Farben, aber mit gleicher Helligkeit gezeigt werden.[7]
- Gregory und Heard machen das Border locking-Phänomen dafür verantwortlich.[3] Sie gehen davon aus, dass an einer Hell-Dunkel-Grenze Signale ausgelöst werden, die die beiden Helligkeitsbereiche einerseits zu einer Wahrnehmungseinheit verbinden, aber auch leicht gestört werden können und so zu Fehlwahrnehmungen führen.

Eine subjektive Kontur verbindet Bereiche vergleichbarer wahrgenommener Helligkeit

- Eine subjektive Kontur verbindet Bereiche vergleichbarer wahrgenommener Helligkeit McCourt sieht die Ursache der Täuschung in der Bildung subjektiver Konturen. Diese verbinden Bereiche miteinander, die als vergleichbar hell wahrgenommen werden.[8] Eine dieser Konturen kann z. B. eine Brücke bilden zwischen zwei hellen Rechtecken in benachbarten Reihen, wenn der Teil der grauen Trennlinie mit einbezogen wird, der zwischen den ober- und unterhalb angrenzenden schwarzen Bereichen liegt und deshalb heller erscheint. Diese Kontur (im Bild rechts rot angedeutet) verläuft dann schräg zur tatsächlichen Richtung der Trennlinie und übernimmt in der Wahrnehmung deren Funktion. Im Beispiel hier, an einer Variante mit kontinuierlich verlaufender Schattierung, ist an einer überbreiten grauen Linie dargestellt, wie es zu diesem Effekt kommt. In der Wahrnehmung geschieht dies allerdings nur bei einer sehr schmalen Trennlinie an oder unter der Auflösungsgrenze, die sich nicht deutlich als eigenständiges Objekt von der Umgebung abhebt.
- Morgan und Moulden[9] nehmen eine Bandpass-Filterung im visuellen System als Ursache an.
- Kitaoka führt die Täuschung darauf zurück, dass in einer Ecke der 90°-Winkel als kleiner wahrgenommen wird[10] und erklärt dies sowohl an der klassischen Form wie auch an einem Beispiel mit kontinuierlicher Änderung in der Helligkeit. Kitaoka, Pinna und Brelstaff führen zur Erklärung den Begriff der contrast polarities ein.[11]

## Unterschied zur Münsterberg-Täuschung

Die unterschiedliche Periodizität benachbarter Reihen lässt die Abgrenzungen wellenförmig erscheinen.

In der Münsterberg-Täuschung sind nur zwei Reihen von rein schwarzen Quadraten auf hellem Grund zu sehen, zwischen denen eine schwarze Linie verläuft, während die Café Wall Illusion aus mehreren, durch graue Linien getrennten Reihen von Rechtecken besteht. Sie wird auch manchmal als die allgemeinere Form der Münsterberg-Täuschung bezeichnet.

## Varianten
Unterscheiden sich benachbarte Reihen in der Periodizität, dann erscheinen die Trennlinien nicht mehr einheitlich schräg, sondern wellenförmig. Kitaoka, Pinna und Brelstaff veröffentlichten mehrere Varianten in Spiralform.